# استان ایسلای
استان ایسلای (به اسپانیایی: Provincia de Islay) یک استان در پرو است که در منطقه ارکیپا واقع شده‌است. استان ایسلای ۳٬۸۸۶٫۴۹ کیلومتر مربع مساحت و ۵۲٬۰۳۴ نفر جمعیت دارد.
۸۵٫۱۱٪ مردم این استان به زبان اسپانیایی، ۱۰٫۵۹٪ به زبان‌های کچوا و ۳٫۲۴٪ به زبان آیمارا صحبت می‌کنند.